# 清水昭俊
清水 昭俊（しみず あきとし、1942年8月22日 - ）は、日本の人類学者。専攻は社会人類学・家族比較論･オセアニア研究。国立民族学博物館名誉教授・総合研究大学院大学名誉教授。

## 略歴
中華人民共和国上海市生まれ。1965年東京大学教養学部教養学科卒業後、1974年同大学院社会学研究科博士課程単位取得退学。
1974年千葉大学工学部助手、1978年広島大学助教授、1991年国立民族学博物館兼総合研究大学院大学大学院文化科学研究科助教授、1992年教授昇格を経て、2000年3月末をもって57歳で退職し同及び総合研究大学院大学名誉教授。その後は2000年4月から一橋大学大学院社会学研究科総合社会科学専攻教授を務め、2006年3月に定年退職。2009年から2011年まで東京外国語大学アジア・アフリカ言語文化研究所フェロー。

## 主な著作

### 単著
- 『家・身体・社会』（弘文堂、1987年）

### 編著
- 『家族の自然の文化』（弘文堂、1989年）
- 『洗練と粗野－社会を律する価値－』（東京大学出版会、1995年）
- 『周辺民族の現在』（世界思想社、1998年）

### 共編著
- （石川栄吉監修・吉岡政徳）『オセアニア3 近代に生きる』（東京大学出版会、1993年）
- （青木保・内堀基光・梶原景昭・中林伸浩・福井勝義・小松和彦・山下晋司）『岩波講座文化人類学（全13巻）』（岩波書店、1996年-1997年）